# Limbach, Bad Kreuznach
Limbach là một đô thị thuộc huyện Bad Kreuznach trong bang Rheinland-Pfalz, phía tây nước Đức. Đô thị Limbach, Bad Kreuznach có diện tích 3,18 km², dân số thời điểm ngày 31 tháng 12 năm 2006 là 361 người.